# Lluita als Jocs Olímpics d'estiu de 1972
Als Jocs Olímpics d'Estiu de 1972 celebrats a la ciutat de Múnic (en aquells moments a la República Federal d'Alemanya) es disputaren 20 proves de lluita, totes elles en categoria masculina. Es realitzaren deu proves en lluita lliure i deu proves més en lluita grecoromana entre els dies 27 d'agost i el 10 de setembre de 1972.
Participaren 388 lluitadors de 49 comitès nacionals diferents.

## Resum de medalles

### Lluita grecoromana
| Prova    | Or                   | Argent               | Bronze             |
| – 48 kg  | Gheorghe Berceanu    | Rahim Ali-Abadi      | Stefan Angelov     |
| – 52 kg  | Petar Kirov          | Koichiro Hirayama    | Giuseppe Bognanni  |
| – 57 kg  | Rustam Kazakov       | Hans-Jürgen Veil     | Risto Björlin      |
| – 62 kg  | Gueorgui Màrkov      | Heinz-Helmut Wehling | Kazimierz Lipień   |
| – 68 kg  | Shamil Khisamutdinov | Stoyan Apostolov     | Gian-Matteo Ranzi  |
| – 74 kg  | Vítězslav Mácha      | Petros Galaktopoulos | Jan Karlsson       |
| – 82 kg  | Csaba Hegedűs        | Anatoly Nazarenko    | Milan Nenadić      |
| – 90 kg  | Valeri Rezantsev     | Josip Čorak          | Czesław Kwieciński |
| – 100 kg | Nicolae Martinescu   | Nikolai Yakovenko    | Ferenc Kiss        |
| + 100 kg | Anatoly Roshchin     | Aleksandăr Tomov     | Victor Dolipschi   |

### Lluita lliure
| Prova    | Or                 | Argent                 | Bronze             |
| – 48 kg  | Roman Dmitriyev    | Ognyan Nikolov         | Ebrahim Javadi     |
| – 52 kg  | Kiyomi Kato        | Arsen Alakhverdiyev    | Kim Gwong-Hyong    |
| – 57 kg  | Hideaki Yanagida   | Richard Sanders        | László Klinga      |
| – 62 kg  | Zagalav Abdulbekov | Vehbi Akdağ            | Ivan Krastev       |
| – 68 kg  | Dan Gable          | Kikuo Wada             | Ruslan Ashuraliyev |
| – 74 kg  | Wayne Wells        | Jan Karlsson           | Adolf Seger        |
| – 82 kg  | Levan Tediashvili  | John Peterson          | Vasile Iorga       |
| – 90 kg  | Ben Peterson       | Gennadi Strakhov       | Károly Bajkó       |
| – 100 kg | Ivan Yarygin       | Khorloogiin Bayanmönkh | József Csatári     |
| + 100 kg | Alexander Medved   | Osman Duraliev         | Chris Taylor       |

## Medaller
| Posició | País           | Or | Argent | Bronze | Total |
| 1       | Unió Soviètica | 9  | 4      | 1      | 14    |
| 2       | Estats Units   | 3  | 2      | 1      | 6     |
| 3       | Bulgària       | 2  | 4      | 2      | 8     |
| 4       | Japó           | 2  | 2      | 0      | 4     |
| 5       | Romania        | 2  | 0      | 2      | 4     |
| 6       | Hongria        | 1  | 0      | 4      | 5     |
| 7       | Txecoslovàquia | 1  | 0      | 0      | 1     |
| 8       | Iran           | 0  | 1      | 1      | 2     |
| 8       | Iugoslàvia     | 0  | 1      | 1      | 2     |
| 8       | RFA            | 0  | 1      | 1      | 2     |
| 8       | Suècia         | 0  | 1      | 1      | 2     |
| 12      | Grècia         | 0  | 1      | 0      | 1     |
| 12      | Mongòlia       | 0  | 1      | 0      | 1     |
| 12      | RDA            | 0  | 1      | 0      | 1     |
| 12      | Turquia        | 0  | 1      | 0      | 1     |
| 16      | Itàlia         | 0  | 0      | 2      | 2     |
| 16      | Polònia        | 0  | 0      | 2      | 2     |
| 18      | Corea del Nord | 0  | 0      | 1      | 1     |
| 18      | Finlàndia      | 0  | 0      | 1      | 1     |